# Mimolagrida rufescens
Mimolagrida rufescens là một loài bọ cánh cứng trong họ Cerambycidae.